# Narcissa Niblack Thorne
 (février 2023).
Narcissa Niblack Thorne (2 mai 1882 - 25 juin 1966) est une artiste américaine principalement connue pour la réalisation de miniatures représentant des intérieurs européens, asiatiques et américains, de la fin du XIIIe siècle jusqu'aux années 1930.

## Biographie

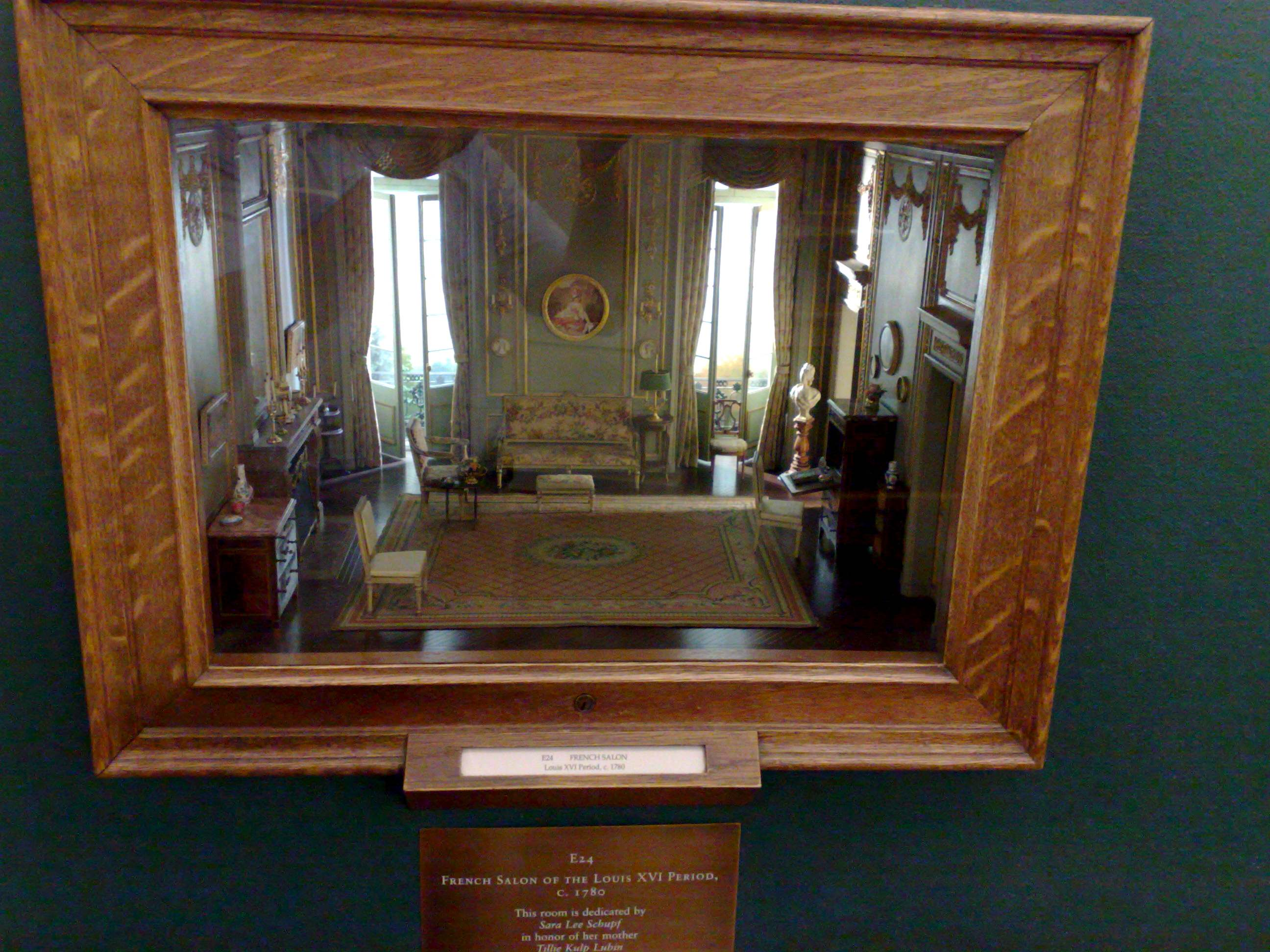
Miniature de la collection Thorne de l'Art Institute of Chicago, représentant un salon français de l'époque Louis XVI.

Native de Vincennes dans l'Indiana, Narcissa Niblack épousa James Ward Thorne, héritier d'une riche famille de Chicago, propriétaire des magasins Montgomery Ward. Pendant la première moitié du XXe siècle, elle créa une centaine de tableaux de miniatures représentant des intérieurs européens asiatiques et américains à l'échelle d'un pouce pour un pied (soit 1:12e). Elle rassembla des pièces de mobilier à cette échelle, provenant du monde entier et mandata des artisans pour les réaliser selon ses spécifications. Les boîtes contenant ces intérieurs sont réalisées sous forme de tableaux en trois dimensions.
Soixante-huit de ses œuvres sont visibles à l'Art Institute of Chicago, vingt font partie de la collection du Phoenix Art Museum. D'autres sont présentées au Knoxville Museum of Art, au Children's Museum of Indianapolis, au Kaye Miniature Museum de Los Angeles et au Victoria and Albert Museum de Londres.

## Sources
- Kathleen Culbert-Aguilar et Michael Abramson, Miniature rooms: the Thorne rooms at the Art Institute of Chicago. Chicago (Illinois) : Institut d'art de Chicago, 2004.  (ISBN 9780865592131)
- James Roy King, Remaking the World: Modeling in Human Experience, University of Illinois Press, 1996.  (ISBN 9780252022708)
- Anonyme, Handbook of the Americans rooms in miniature designed and produced by Mrs. James Ward Thorne and presented to The Art Institute of Chicago, Chicago, 1941, Institut d'art de Chicago, 4e édition, préface de Meyric R. Rogers.